# شرقی‌ها

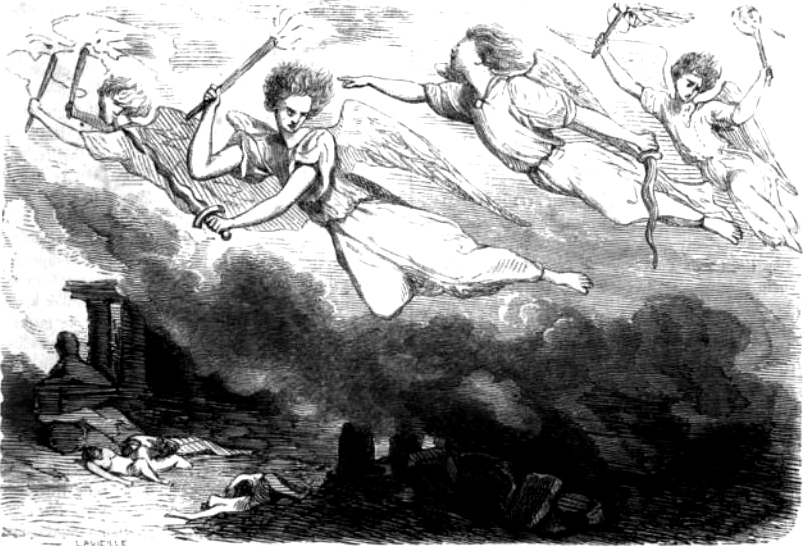
Illustration by Gérard Seguin

شرقی‌ها Les Orientales نام کتابی (مجموعه اشعاری) از ویکتور هوگو است که نخستین بار در ژانویهٔ ۱۸۲۹ میلادی، یعنی هنگامیکه هوگو تقریباً ۲۷ سال داشت ، منتشر شده‌است. هوگو در کتاب «شرقی‌ها» قطعاتی از انجیل، مربوط به شرق، و مقدار کثیری اشعار مختلف مربوط به احساسات حاصل از جنگ استقلال یونان، و هوا و هوس و تجملات شرقیان و بعض چیزهای دیگر که راجع به ممالک شرقی است سروده‌است. این اشعار بسیار محکم و شیرین است و قدرت تصور، مهارت و زبردستی شاعر را در تجسم یک شرق خیالی و زیبا مسلم می‌سازد؛ زیرا هوگو این کتاب را بی دیدن مشرق زمین سروده‌است. به هر صورت دیوان شرقی‌ها از هر حیث شاهکار به‌شمار می‌رود.
قطعات معروف این کتاب عبارتند از «روشنایی ماه»، «جذبه»، «کودک»، «نوامبر»، «شبح»، «مازیار»، «قناری»، «آتشِ آسمان»، «سرایِ سلطان»، «درویش»، «انار»، «جن‌ها» و غیره.